# イノシトールオキシゲナーゼ
イノシトールオキシゲナーゼ（inositol oxygenase）は、リシン分解酵素の一つで、次の化学反応を触媒する酸化還元酵素である。
myo-イノシトール + O2 {\displaystyle \rightleftharpoons } D-グルクロン酸 + H2O
反応式の通り、この酵素の基質はmyo-イノシトールとO2、生成物はD-グルクロン酸とH2Oである。補因子としてFADを用いる。
組織名はL-lysine:oxygen 2-oxidoreductase (decarboxylating)で、別名にlysine oxygenase、lysine monooxygenase、L-lysine-2-monooxygenaseがある。